# Газалапова, Нурсет Умаровна
Нурсе́т Ума́ровна Газала́пова (род. 10 января 1956, Кзыл-Орда) — актриса Чеченского театра юного зрителя, Народная артистка Чеченской Республики (2012), Заслуженная артистка Чеченской Республики (2002).
Окончила Ярославский государственный театральный институт по специальности «Артист театра и кино». В 1973 году начала работать в Чечено-Ингушском театре юного зрителя.